# Turnee WTA 1000
Turneele WTA 1000 reprezintă o categorie de turnee de tenis a circuitului profesional feminin, WTA Tour, care a înlocuit cele două categorii Premier clasate la nivel înalt – Premier Mandatory și Premier 5, existente în anii 2009-2020.
Începând cu 2021, turneele WTA 1000 includ evenimente cu premii în valoare de aproximativ 1.000.000 USD.
Câștigătoarele WTA la simplu și la dublu câștigă 1.000 de puncte în clasamentul WTA la turneele  obligatorii (Indian Wells, Miami, Madrid și Beijing) și 900 de puncte la turneele care nu sunt obligatorii (Dubai/Doha, Roma, Canada, Cincinnati și Wuhan).
Aceasta se compară cu 2.000 de puncte pentru câștigarea unui turneu de Grand Slam („major”), până la 1.500 de puncte pentru câștigarea finalei WTA, 470 puncte pentru câștigarea unui turneu WTA 500 și 280 pentru câștigarea unui turneu WTA 250. Acest sistem diferă ușor de cel folosit pentru turneul ATP masculin, care are evenimente ATP 1000 care oferă 1000 de puncte pentru câștigător, ATP 500 cu 500 de puncte și ATP 250 cu 250 de puncte.

## Turnee categoria WTA 1000
| Turneu                 | Nivel         | Oraș               | Țară                       | Suprafață | Loc desfășurare                           |
| ---------------------- | ------------- | ------------------ | -------------------------- | --------- | ----------------------------------------- |
| Dubai Open/Doha*       | Non-Mandatory | Dubai              | Emiratele Arabe Unite      | dură      | Aviation Club Tennis Centre               |
| Indian Wells           | Mandatory     | Indian Wells       | Statele Unite ale Americii | dură      | Indian Wells Tennis Garden                |
| Miami Masters          | Mandatory     | Miami Gardens      | Statele Unite ale Americii | dură      | Hard Rock Stadium                         |
| Madrid Open            | Mandatory     | Madrid             | Spania                     | zgură     | Park Manzanares                           |
| Italian Open           | Non-Mandatory | Roma               | Italia                     | zgură     | Foro Italico                              |
| Canada Masters         | Non-Mandatory | Toronto / Montreal | Canada                     | dură      | Aviva Centre / IGA Stadium                |
| Cincinnati             | Non-Mandatory | Mason              | Statele Unite ale Americii | dură      | Lindner Family Tennis Center              |
| Wuhan Open             | Non-Mandatory | Wuhan              | China                      | dură      | Optics Valley International Tennis Center |
| China Open             | Mandatory     | Beijing            | China                      | dură      | Centrul Național de Tenis                 |
| Guadalajara Open Akron | Non-Mandatory | Guadalajara        | Mexic                      | dură      | Panamerican Tennis Center                 |

* — Ambele turnee au loc anual, dar în fiecare sezon are doar unul dintre ele are statut WTA 1000, în timp ce celălalt devine WTA 500 (alternează în fiecare an).

## Denumiri istorice
1990–2008

WTA Tier I
2009–2020

WTA Premier Mandatory / Premier 5
2021–prezent

WTA 1000

### Numărul de turnee pe an
| Ani          | Nr de turnee |
| ------------ | ------------ |
| 1990–92      | 6            |
| 1993–96      | 8            |
| 1997–2003    | 9            |
| 2004–07      | 10           |
| 2008–23      | 9            |
| 2024–prezent | 10           |

## Campioane (2009-2025)
|      | Dubai/Doha /        | Indian Wells | Miami      | Madrid     | Roma       | Canada     | Cincinnati | Guadalajara | Wuhan      | Beijing    |
| ---- | ------------------- | ------------ | ---------- | ---------- | ---------- | ---------- | ---------- | ----------- | ---------- | ---------- |
| 2009 | V.Williams          | Zvonareva    | Azarenka   | Safina     | Safina     | Dementieva | Janković   | —           | Șarapova   | Kuznețova  |
| 2010 | V.Williams          | Janković     | Clijsters  | Rezaï      | Sánchez    | Wozniacki  | Clijsters  | —           | Wozniacki  | Wozniacki  |
| 2011 | Wozniacki           | Wozniacki    | Azarenka   | Kvitová    | Șarapova   | S.Williams | Șarapova   | —           | Radwańska  | Radwańska  |
| 2012 | Azarenka            | Azarenka     | Radwańska  | S.Williams | Șarapova   | Kvitová    | Na         | —           | Petrova    | Azarenka   |
| 2013 | Azarenka            | Șarapova     | S.Williams | S.Williams | S.Williams | S.Williams | Azarenka   | —           | Kvitová    | S.Williams |
| 2014 | Halep               | Pennetta     | S.Williams | Șarapova   | S.Williams | Radwańska  | S.Williams | —           | Kvitová    | Șarapova   |
| 2015 | Halep               | Halep        | S.Williams | Kvitová    | Șarapova   | Bencic     | S.Williams | —           | V.Williams | Muguruza   |
| 2016 | Navarro             | Azarenka     | Azarenka   | Halep      | S.Williams | Halep      | Plíšková   | —           | Kvitová    | Radwańska  |
| 2017 | Svitolina           | Vesnina      | Konta      | Halep      | Svitolina  | Svitolina  | Muguruza   | —           | Garcia     | Garcia     |
| 2018 | Kvitová             | Osaka        | Stephens   | Kvitová    | Svitolina  | Halep      | Bertens    | —           | Sabalenka  | Wozniacki  |
| 2019 | Bencic              | Andreescu    | Barty      | Bertens    | Plíšková   | Andreescu  | Keys       | —           | Sabalenka  | Osaka      |
| 2020 | Sabalenka           | —            | —          | —          | Halep      | —          | Azarenka   | —           | —          | —          |
| 2021 | Muguruza            | Badosa       | Barty      | Sabalenka  | Świątek    | Giorgi     | Barty      | —           | —          | —          |
| 2022 | Świątek             | Świątek      | Świątek    | Jabeur     | Świątek    | Halep      | Garcia     | Pegula      | —          | —          |
| 2023 | Krejčíková          | Rîbakina     | Kvitová    | Sabalenka  | Rîbakina   | Pegula     | Gauff      | Sakkari     | —          | Świątek    |
| 2024 | Paolini/ Świątek    | Świątek      | Collins    | Świątek    | Świątek    | Pegula     | Sabalenka  | —           |            | Gauff      |
| 2025 | Andreeva/ Anisimova | Andreeva     | Sabalenka  | Sabalenka  | Paolini    | Mboko      |            |             |            |            |

## Lista câștigătorilor

### 2024
| Turneu             | Campioană                          | Finalistă                            | Scor                  |
| ------------------ | ---------------------------------- | ------------------------------------ | --------------------- |
| WTA 1000           |                                    |                                      |                       |
| Doha               | Iga Świątek                        | Elena Rîbakina                       | 7–6(10–8), 6–2        |
| Doha               | Demi Schuurs Luisa Stefani         | Caroline Dolehide Desirae Krawczyk   | 6–4, 6–2              |
| Dubai              | Jasmine Paolini                    | Anna Kalinskaia                      | 4–6, 7–5, 7–5         |
| Dubai              | Storm Hunter Kateřina Siniaková    | Nicole Melichar-Martinez Ellen Perez | 6–4, 6–2              |
| Indian Wells       | Iga Świątek                        | Maria Sakkari                        | 6–4, 6–0              |
| Indian Wells       | Hsieh Su-wei Elise Mertens         | Storm Hunter Kateřina Siniaková      | 6–3, 6–4              |
| Miami Open         | Danielle Collins                   | Elena Rîbakina                       | 7–5, 6–3              |
| Miami Open         | Sofia Kenin Bethanie Mattek-Sands  | Gabriela Dabrowski Erin Routliffe    | 4–6, 7–6(7–5), [11–9] |
| Madrid Open        | Iga Świątek                        | Arina Sabalenka                      | 7–5, 4–6, 7–6(9–7)    |
| Madrid Open        | Cristina Bucșa Sara Sorribes Tormo | Barbora Krejčíková Laura Siegemund   | 6–0, 6–2              |
| Roma               | Iga Świątek                        | Arina Sabalenka                      | 6–2, 6–3              |
| Roma               | Sara Errani Jasmine Paolini        | Coco Gauff Erin Routliffe            | 6–3, 4–6, [10–8]      |
| Canada Open        | Jessica Pegula                     | Amanda Anisimova                     | 6–3, 2–6, 6–1         |
| Canada Open        | Caroline Dolehide Desirae Krawczyk | Gabriela Dabrowski Erin Routliffe    | 7–6(7–2), 3–6, [10–7] |
| Cincinnati Masters | Arina Sabalenka                    | Jessica Pegula                       | 6–3, 7–5              |
| Cincinnati Masters | Asia Muhammad Erin Routliffe       | Leylah Fernandez Iulia Putințeva     | 3–6, 6–1, [10–4]      |
| Beijing            | Coco Gauff                         | Karolína Muchová                     | 6–1, 6–3              |
| Beijing            | Sara Errani Jasmine Paolini        | Chan Hao-ching Veronika Kudermetova  | 6–4, 6–4              |
| Wuhan              | Arina Sabalenka                    | Zheng Qinwen                         | 6–3, 5–7, 6–3         |
| Wuhan              | Anna Danilina Irina Khromacheva    | Asia Muhammad Jessica Pegula         | 6–3, 7–6(8–6)         |

### 2025
| Turneu       | Campioană                          | Finalistă                          | Scor                     |
| ------------ | ---------------------------------- | ---------------------------------- | ------------------------ |
| WTA 1000     |                                    |                                    |                          |
| Doha         | Amanda Anisimova                   | Jeļena Ostapenko                   | 6–4, 6–3                 |
| Doha         | Sara Errani Jasmine Paolini        | Jiang Xinyu Wu Fang-hsien          | 7–5, 7–6(12–10)          |
| Dubai        | Mirra Andreeva                     | Clara Tauson                       | 7–6(7–1), 6–1            |
| Dubai        | Kateřina Siniaková Taylor Townsend | Hsieh Su-wei Jeļena Ostapenko      | 7–6(7–5), 6–4            |
| Indian Wells | Mirra Andreeva                     | Arina Sabalenka                    | 2–6, 6–4, 6–3            |
| Indian Wells | Asia Muhammad Demi Schuurs         | Tereza Mihalíková Olivia Nicholls  | 6–2, 7–6(7–4)            |
| Miami        | Arina Sabalenka                    | Jessica Pegula                     | 7–5, 6–2                 |
| Miami        | Mirra Andreeva Diana Shnaider      | Cristina Bucșa Miyu Kato           | 6–3, 6–7(5–7), [10–2]    |
| Madrid       | Arina Sabalenka                    | Coco Gauff                         | 6–3, 7–6(7–3)            |
| Madrid       | Sorana Cîrstea Anna Kalinskaia     | Veronika Kudermetova Elise Mertens | 6–7(10–12), 6–2, [12–10] |
| Roma         | Jasmine Paolini                    | Coco Gauff                         | 6–4, 6–2                 |
| Roma         | Sara Errani Jasmine Paolini        | Veronika Kudermetova Elise Mertens | 6–4, 7–5                 |
| Montreal     | Victoria Mboko                     | Naomi Osaka                        | 2–6, 6–4, 6–1            |
| Montreal     | Coco Gauff McCartney Kessler       | Taylor Townsend Zhang Shuai        | 6–4, 1–6, [13–11]        |
| Cincinnati   | Iga Świątek                        | Jasmine Paolini                    | 7–5, 6–4                 |
| Cincinnati   | Gabriela Dabrowski Erin Routliffe  | Guo Hanyu Alexandra Panova         | 6–4, 6–3                 |
| Beijing      |                                    |                                    |                          |
|              |                                    |                                    |                          |
| Wuhan        |                                    |                                    |                          |
|              |                                    |                                    |                          |

## Statistici

### Cele mai multe titluri WTA 1000
Jucătoarele active apar cu font îngroșat.
| Jucătoare         | Număr titluri WTA 1000 |
| ----------------- | ---------------------- |
| Serena Williams   | 23                     |
| Martina Hingis    | 17                     |
| Steffi Graf       | 15                     |
| Maria Șarapova    | 14                     |
| Lindsay Davenport | 11                     |
| Iga Świątek       | 10                     |
| Victoria Azarenka | 10                     |
| Justine Henin     | 10                     |
| Simona Halep      | 9                      |
| Petra Kvitová     | 9                      |
| Conchita Martínez | 9                      |
| / Monica Seles    | 9                      |
| Venus Williams    | 9                      |
| Arina Sabalenka   | 9                      |